# Póvoa de Lanhoso (freguesia)
Pour la municipalité, voir Póvoa de Lanhoso.

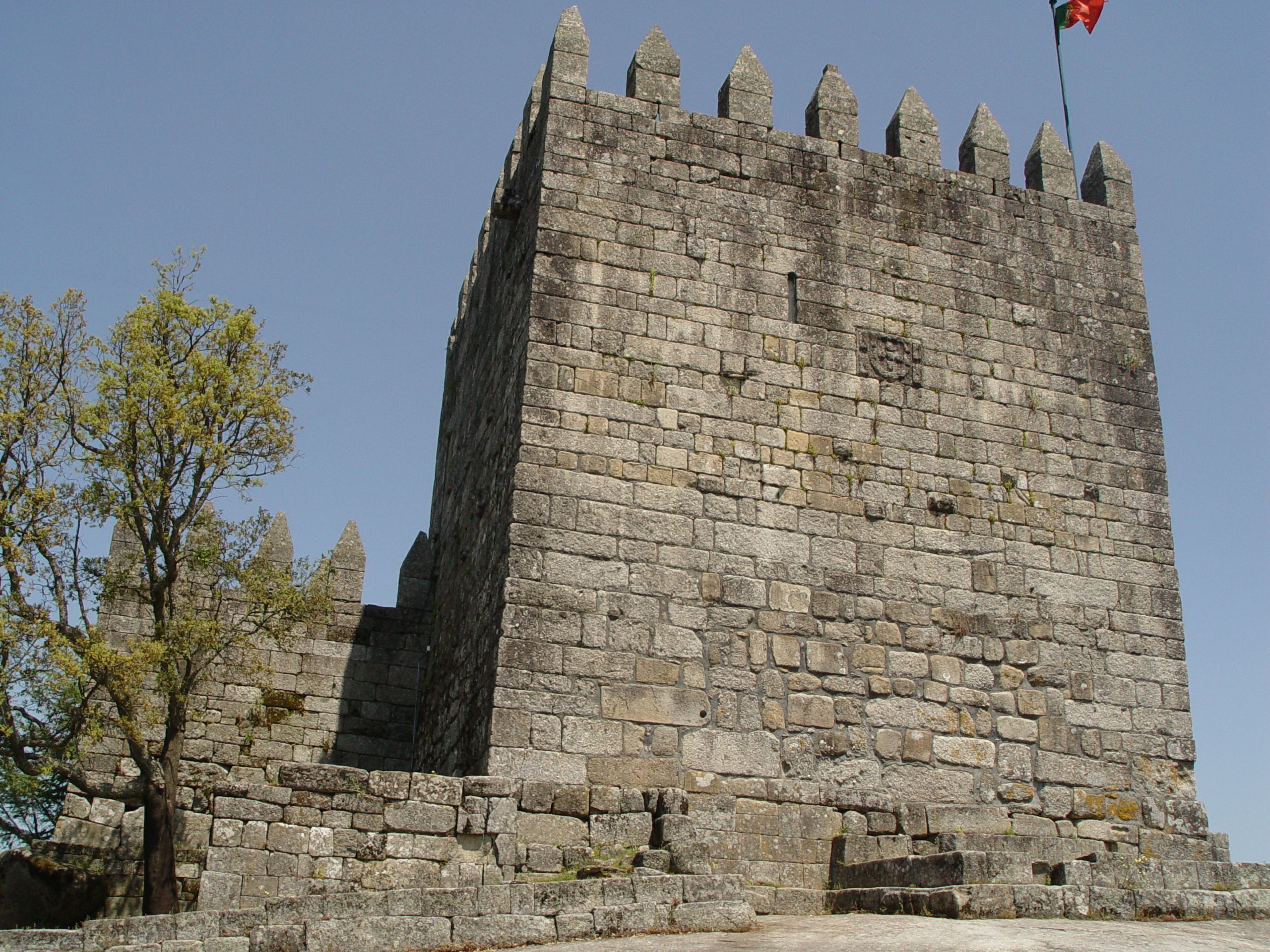
Lanhoso Castle

Póvoa de Lanhoso est une freguesia (paroisse civile) du Portugal, rattachée au concelho (municipalité) de Póvoa de Lanhoso et située dans le district de Braga et la région Nord.